# سید محمدخان صنیع حضرت
صنیع حضرت از طرفداران محمدعلی شاه و حکومت وی بود و همواره با جمع کردن دسته‌های اوباش که اکثراً از محله چاله میدان بودند به ساختمان مجلس شورای ملی هجوم برده و باعث اختلال در امور نمایندگان می‌شد. پس از مشروطه دوم در تهران اعدام شد.

## وقایع مسجد سپهسالار
از روز ۲۱ و ۲۲ آذر ۱۲۸۶ گروه‌هایی از اراذل و اوباش به سرکردگی صنیع حضرت و مقتدر نظام و با حمایت دربار به میدان بهارستان رفته و با تجمع در مسجد سپهسالار به ایجاد اخلال و توهین به مجلسیان و مشروطه خواهان پرداختند. اما توسط محافظین مجلس از مدرسه بیرون رانده شده و در میدان بهارستان اقدام به برپایی چادر نمودند و در آنجا مستقر شدند. اما روز ۲۳ آذر اوضاع بطرز دیگری پیش رفت.
کسروی در مورد این روز چنین نوشته: روز ۲۳ آذر ۱۲۸۶ (۹ ذیقعده ۱۳۲۶ هـ ق) عده ای از بی سر و سامان‌های چاله میدان بسرکردگی صنیع حضرت به سمت مسجد سپهسالار رهسپار شدند… در این روز تعداد زیادی از انجمنهای وابسته به نهضت مشروطه اول در این مدرسه تجمع کرده بودند. ناگهان اوباش به هیاهو پرداخته و به مجلسیان و مشروطه دشنامها دادند و با این هیاهو از مدرسه سپهسالار خارج شده و به طرف مجلس حرکت کرده و به تیراندازی به سمت مجلس پرداختند.

## تبعید
در جلسهٔ بیست و سوم (نهم ذیحجه ۱۳۲۶هـ ق) محمدعلی شاه که با مشروطه خواهان به توافق رسید و با امضای پشت قرآن سوگند یاد کرد که حافظ مشروطه باشد، دستور داد اوباش را دستگیر کنند. صنیع حضرت در خانهٔ پدرزن خود پنهان شد اما زمانی که برای دستگیری وی رفتند وی موفق به فرار شد. اما پس از بیست روز کشمکش روز دوشنبه ۱۳ بهمن (۲۹ ذیحجه) با رأی عدلیه به دوهزار ضربه شلاق و ده سال حبس در کلات محکوم و روانه زندان شد.

## ارتقاء منصب پس از بتوپ بستن مجلس

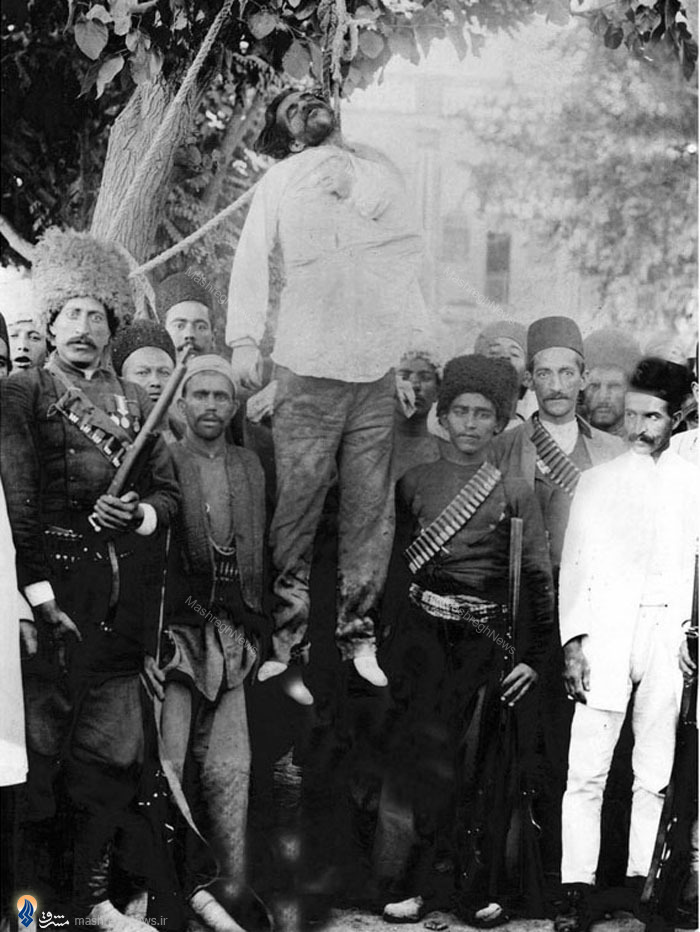
به دار آویخته شدن صنیع حضرت در میدان توپخانه

در روز به‌توپ بستن مجلس، محمدعلی شاه، صنیع حضرت، مقتدر نظام و سایر تبعیدشدگان را برای یاری فراخواند. این دو تن که سرکردگی اراذل و اوباش دو محله چاله میدان و سنگلج را برعهده داشتند، جبهه نخست محمدعلی شاه در برابر مشروطیت را تشکیل می‌دادند. صنیع حضرت ابتدا از کارکنان قورخانه طهران بود اما چون در سرکوب مشروطه خدمات شایانی به محمدعلی شاه نمود پس از این واقعه از طرف شاه به ریاست اداره قورخانه گماشته شد.

## ترور میرزا مصطفی آشتیانی
فعالیت های میرزا مصطفی آشتیانی در در جريان تحصن علما در حرم شاه عبدالعظيم باعث شد تا مفاخر الملک رییس تجارت که دستیار حکمران تهران نیز بود، صنیع حضرت و زین العابدین خان مجلل السلطان با چند فرد دیگر را به حرم شاه عبدالعظیم فرستاد و میزرا مصطفی را با چهار گلوله به قتل رساند. 

## اعدام پس از فتح تهران
پس از فتح تهران توسط مشروطه خواهان و استقرار مشروطهٔ دوم صنیع حضرت و ۱۰ نفر دیگر از سران استبداد از جمله میرهاشم تبریزی، میرزا اسمعیل خان آجودان باشی، موقرالسلطنه و شیخ فضل‌الله نوری با نظر دادگاه به اعدام محکوم و در ۱۳ رجب ۱۳۲۷ هـ ق در میدان توپخانه و در دید عمومی به دار آویخته شدند. او و مجلل السلطان را از عاملین قتل میرزا مصطفی آشتیانی برشمرده اند  (مقتول ۲ ربیع‌الاول یا ربیع‌الثانی ۱۳۲۷ هـ ق).